# Motýlek (manga)
Motýlek (japonsky バタフライ, Batafurai) je japonská manga o pěti svazcích, jejíž autorkou je Jú Aikawa. Manga původně vycházela v časopisu Gekkan Birz nakladatelství Gentóša v letech 2002 až 2006. V Česku mangu vydalo nakladatelství Talpress v letech 2009 až 2012.